# Công viên hòa bình quốc tế Waterton-Glacier
Công viên hòa bình quốc tế Waterton-Glacier là công viên hòa bình quốc tế đầu tiên trên thế giới. Nó được thành lập năm 1932 trên cơ sở của Vườn quốc gia Các hồ Waterton (thuộc tỉnh Alberta, Canada) và Vườn quốc gia Glacier (tiểu bang Montana,Hoa Kỳ). Cả hai đều là khu dự trữ sinh quyển thế giới, di sản thế giới của UNESCO công nhận vào năm 1995.

## Lịch sử
Sự kết hợp của hai vườn quốc gia để thành lập một công viên hòa bình đạt được thông qua những nỗ lực của Rotary International từ Alberta và Montana vào ngày 18 tháng 6 năm 1932. Địa điểm được đề xuất bởi Charles Arthur Mander. 

## Mô tả
Cả hai vườn quốc gia được quản lý riêng biệt và có phí vào cửa tham quan riêng biệt. Nằm tại biên giới giữa hai quốc gia, công viên có cảnh quan tuyệt đẹp, hệ động thực vật phong phú, những đồng cỏ, khu rừng, núi cao phủ tuyết cộng thêm là một môi trường khí hậu đặc biệt ở Bắc Mỹ (giao hòa giữa núi cao, băng tuyết, đồng cỏ và sông hồ). UNESCO đưa công viên này vào danh sách Di sản thế giới vào năm 1995 bởi cảnh quan tuyệt đẹp và hệ động thực vật tự nhiên hoang dã vô cùng phong phú, đặc trưng ở Tây Bắc Thái Bình Dương.